# Megastigmus trisulcus
Megastigmus trisulcus är en stekelart som först beskrevs av Girault 1934.  Megastigmus trisulcus ingår i släktet Megastigmus och familjen gallglanssteklar. Inga underarter finns listade i Catalogue of Life.